# André Schwarz-Bart
André Schwarz-Bart (Metz, 23 maggio 1928 – Les Abymes, 30 settembre 2006) è stato uno scrittore francese di origini polacche e ebraiche, tra gli esponenti di maggior spicco della letteratura francese del Secondo dopoguerra. La sua opera più nota è il romanzo Le Dernier des Justes (L'ultimo dei Giusti), nel quale narra la storia completa di un'intera famiglia ebraica, dalle Crociate alla deportazione ad Auschwitz. Vinse il Prix Goncourt nel 1959 e lo Jerusalem Prize nel 1967.

## Biografia
Nacque a Metz, nella Mosella, il 23 maggio 1928. La sua lingua madre era lo yiddish. I suoi genitori erano emigrati dalla Polonia nel 1924. Suo padre, Uszer Szwarcbart, era nato il 14 giugno 1900 a Łęczyca, nella Polonia centrale, aveva iniziato gli studi per diventare rabbino prima di lavorare come mercante di calze (nei mercati della regione di Metz o porta a porta). Sua madre, Louise Lubinski, era nata il 28 febbraio 1902 a Zurigo, in Svizzera. André trascorse dodici anni della sua infanzia nel quartiere Pontiffroy di Metz, dove all'epoca era parlata anche la lingua yiddish. La sua famiglia visse a Metz dal 1924 all'aprile 1940 al 23 di En-Jurue, dal 1926 al 1932. Aveva sei fratelli: Jacques, Léon, Félix, Maurice, Armand, Bernard (nato il 14 febbraio 1942 ad Angoulême) e una sorella, Marthe.
Nel 1941, quando la Francia sconfitta fu militarmente occupata dalla Germania nazista, la sua famiglia lasciò Metz trovando rifugio a Oléron e poi ad Angoulême. In seguito suo padre, Uszer Szwarcbart (42 anni), fu deportato sul convoglio n. 8, datato 20 luglio 1942 da Angers ad Auschwitz. Sua madre, Louise (40 anni), fu deportata sul convoglio n. 47, datato 11 febbraio 1943 con suo figlio Bernard (meno di 1 anno), da Drancy ad Auschwitz. Anche suo fratello Jacques (15 anni) fu deportato con il convoglio n. 37. Non torneranno.
Il giovane André, che per la guerra aveva interrotto gli studi (frequentò prima la scuola municipale di Taison e poi quella di rue Chambière, imparando il francese), si ritrovò solo e si unì alla Resistenza francese. Nel 1944 venne arrestato e torturato a Limoges. Alla fine della guerra ottenne una borsa di studio per la sua partecipazione alla resistenza, permettendogli così di studiare alla Sorbona. Scoprì Delitto e castigo di Dostoevskij, che gli svelò una grande domanda: quella dell'uomo combattuto tra la presenza del male e la ricerca di Dio, chiave di volta filosofica de L'ultimo dei giusti.
All'università, pubblicò nel 1953 i suoi primi scritti sulla rivista studentesca ebraica Kadimah. A quel tempo, aveva il progetto di raccontare la storia della distruzione degli ebrei d'Europa, un evento che fu descritto da molti all'epoca come "il massacro di un gregge di pecore che si sarebbero lasciate condurre al macello". Voleva far capire che l'eroismo dei combattenti del ghetto di Varsavia e dei soldati ebrei della Palestina non era superiore all'eroismo spirituale delle generazioni di ebrei che subirono persecuzioni.
A queste esperienze lo scrittore si è spesso rifatto per i suoi romanzi e non solo nel già citato Le Dernier des Justes. Il resto della sua vita è segnato dall'attività di scrittore, finché le complicazioni seguite a un grave intervento cardiochirurgico ne hanno causato il decesso nel 2006 nella Guadalupa, territorio delle Antille francesi dove era nata la moglie Simone, anche lei scrittrice. Con la moglie ha scritto Una donna chiamata solitudine.
André Schwarz-Bart morì il 30 settembre 2006 a Pointe-à-Pitre, in Guadalupa. Su sua richiesta, fu cremato e le sue ceneri disperse. Era il padre di Jacques Schwarz-Bart, noto sassofonista jazz.

## Opere
- L'ultimo dei Giusti (Le Dernier des Justes, 1959), trad. di Valerio Riva, Feltrinelli, Milano, 1960 e successive edizioni; Garzanti, Milano, 1970.
- con Simone Schwarz-Bart, Un piatto di maiale con banane verdi (Un plat de porc aux bananes vertes, 1967), Feltrinelli, Milano, 1967.
- con Simone Schwarz-Bart, La mulatta (La Mulâtresse Solitude, 1972), trad. di Augusto Donaudy, Rizzoli, Milano, 1973; Mondadori, Milano, 1975.
- con Simone Schwarz-Bart, Hommage à la femme noire, 6 voll., Éditions Consulaires, 1989.
- La stella del mattino (Étoile du matin, 2009, postumo), trad. di Silvia Sichel, Guanda, Milano, 2011.
- con Simone Schwarz-Bart, L'Ancêtre en Solitude, Seuil, 2015, postumo.
- con Simone Schwarz-Bart, Adieu Bogota, Seuil, 2017, postumo.